# Cobătești, Harghita
Cobătești (maghiară Kobátfalva) este un sat în comuna Șimonești din județul Harghita, Transilvania, România.

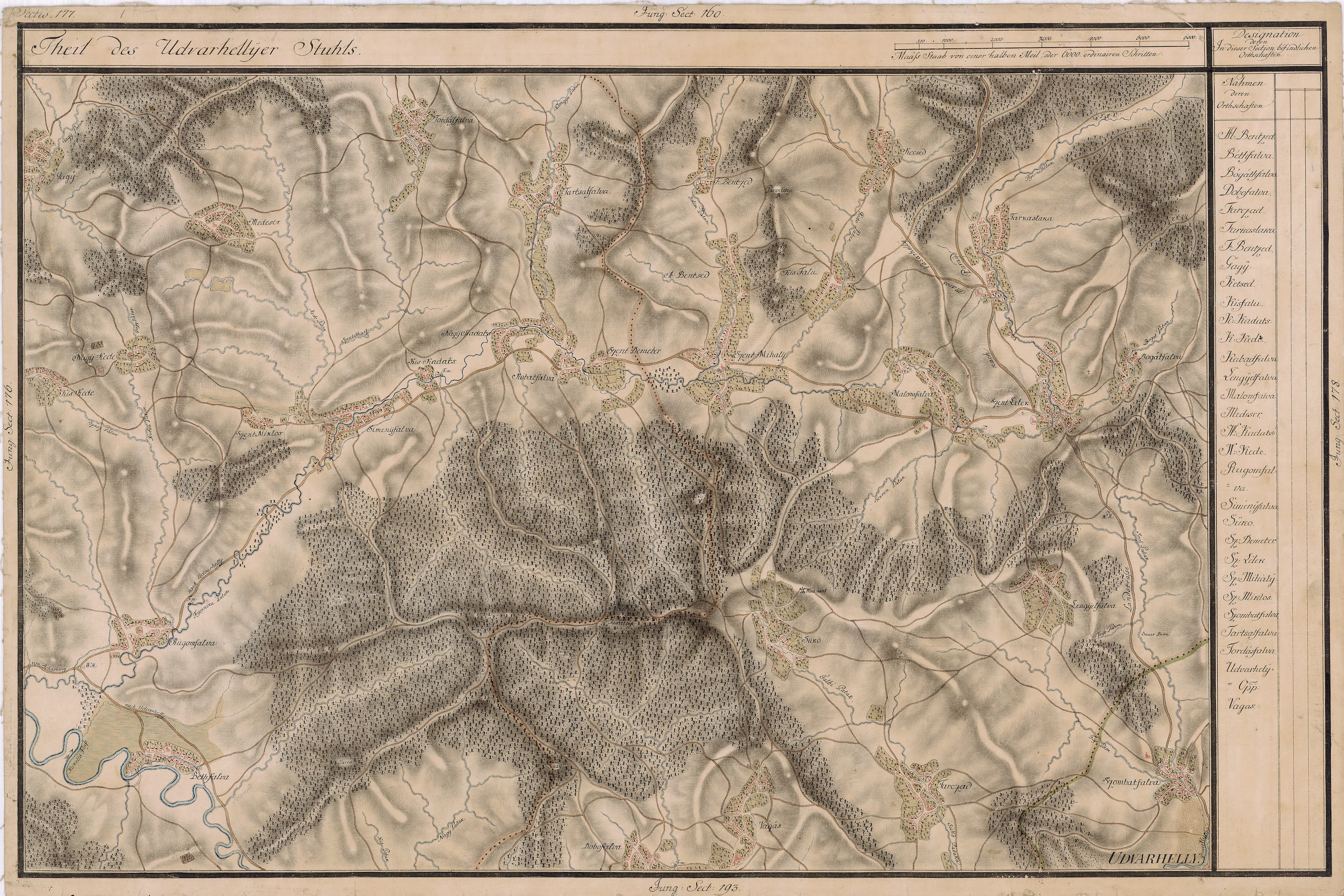
Cobătești în Harta Iosefină a Transilvaniei, 1769-73

## Imagini

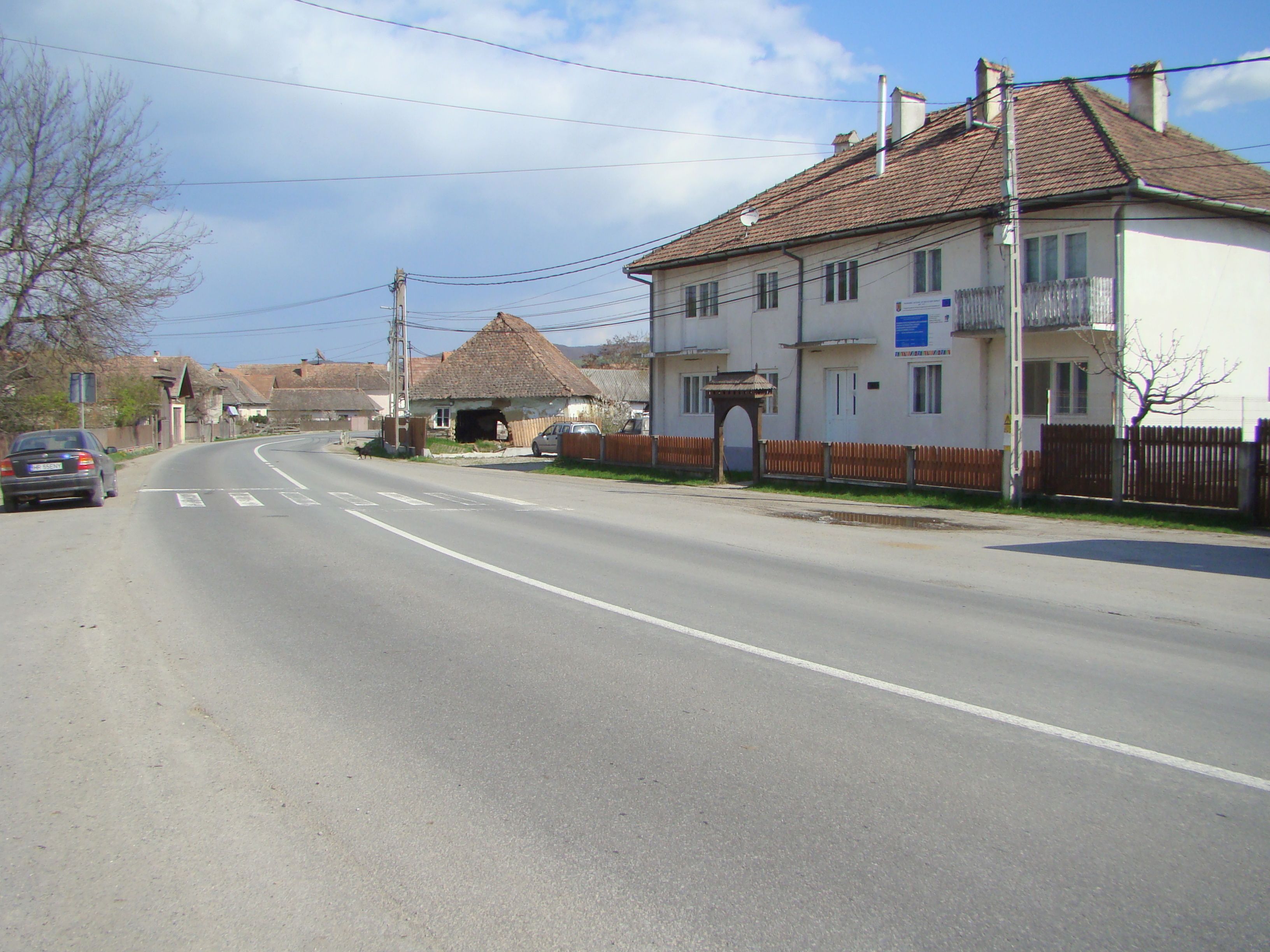
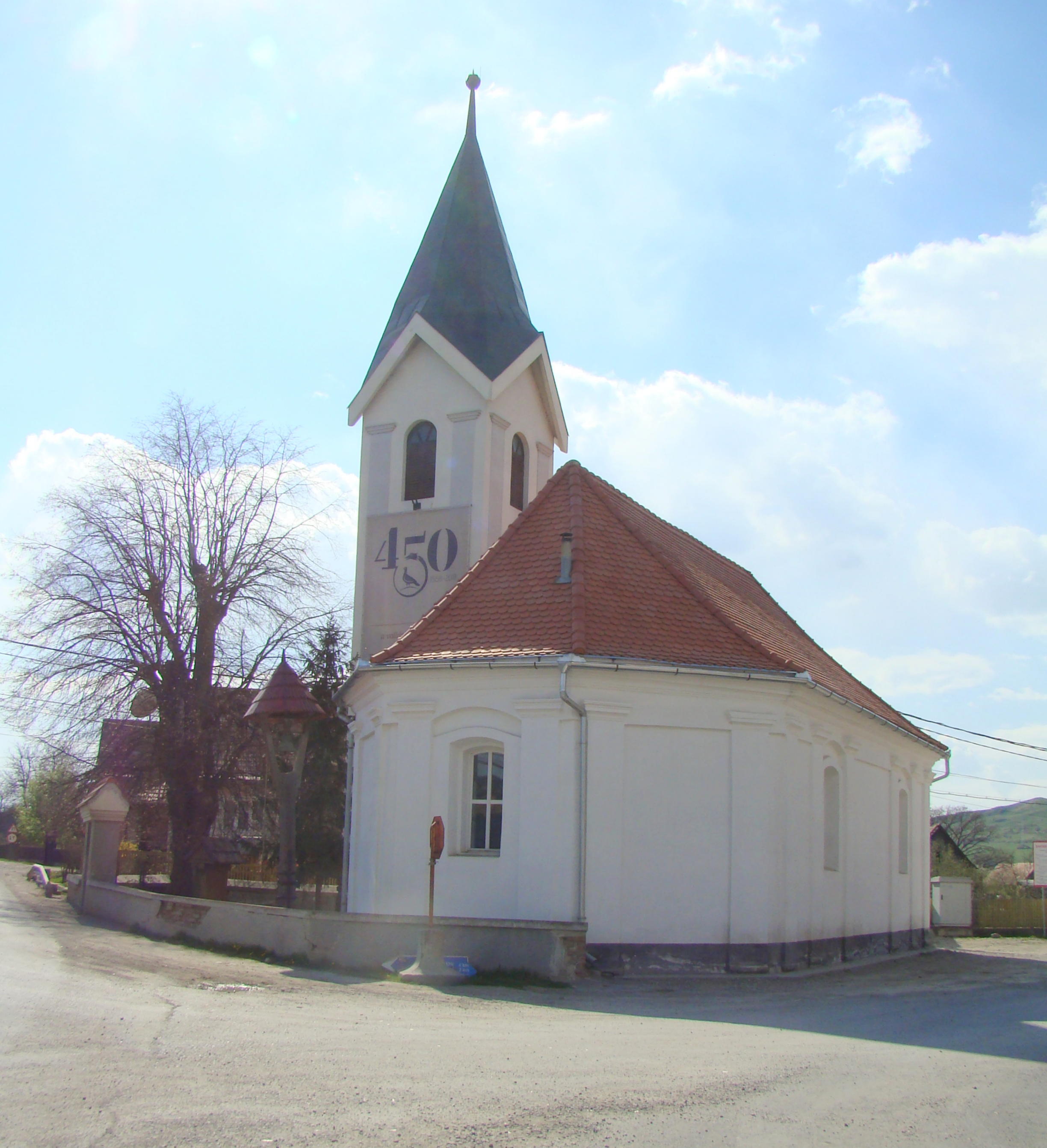

Acest articol despre o localitate din județul Harghita este deocamdată un ciot. Puteți ajuta Wikipedia prin completarea lui.